# Монтана (фильм, 1950)
«Монтана» (англ. Montana) — вестерн 1950 года с Эрролом Флинном и Алексис Смит в главных ролях.

## Сюжет
Действие фильма происходит в 1871 году в штате Монтана. На фоне земельного конфликта между владельцами овец и ранчеро разворачивается история любви овцевода Моргана Лейна, прибывшего в США из Австралии, и Марии Синглетон, владелицы богатого скотоводческого ранчо.

## В ролях
- Эррол Флинн — Морган Лейн
- Алексис Смит — Мария Синглетон
- Дуглас Кеннеди — Род
- Лейн Чандлер[англ.] — шериф Джейк Овербай

В титрах не указаны
- Нита Талбот — бывшая девушка шерифа Джейка Овербая
- Гертруда Астор — женщина